# 新アニオ水道

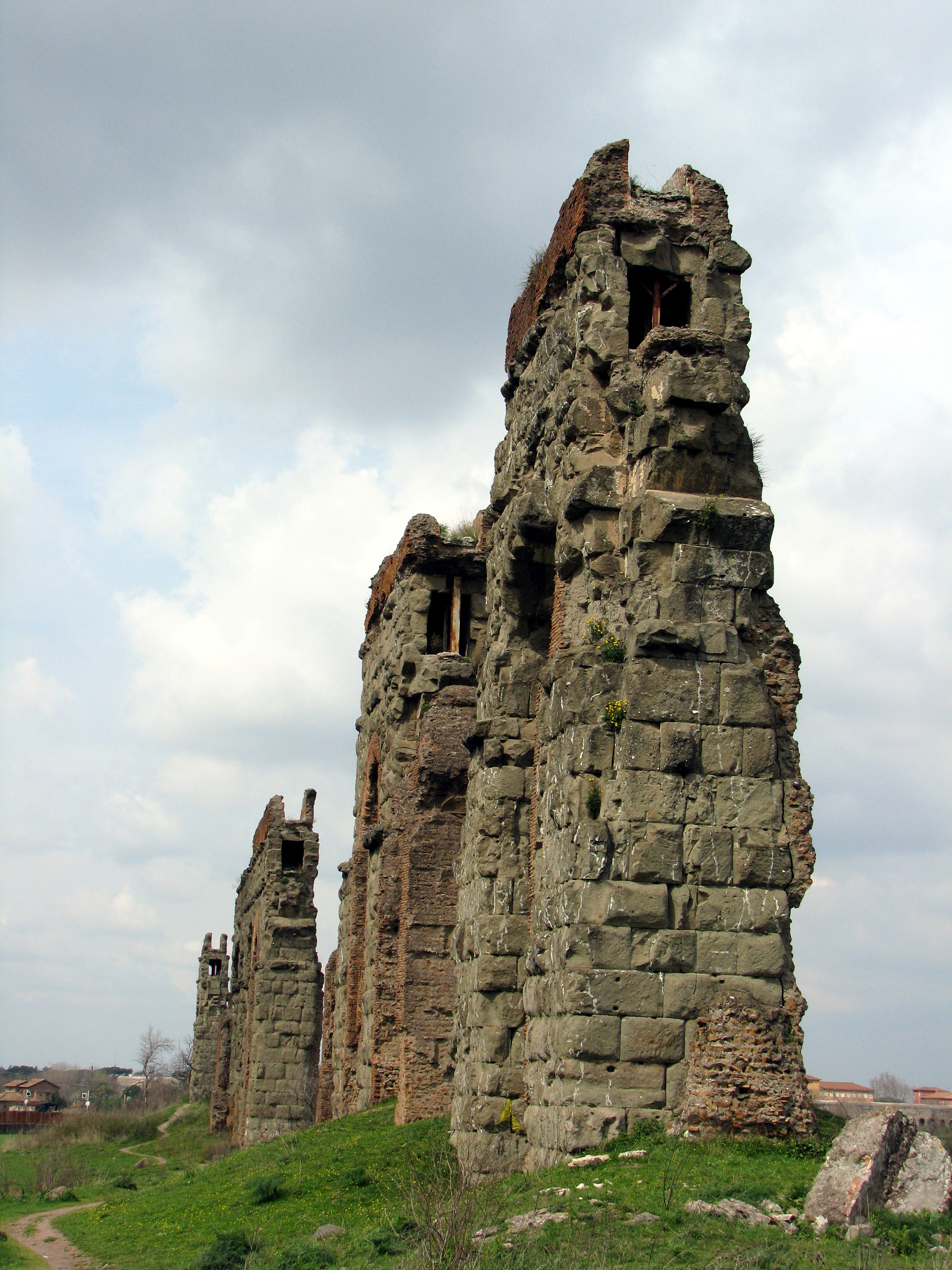

新アニオ水道（ラテン語: Aqua Anio Novus）は、古代ローマの水道（ローマ水道）のひとつ。皇帝カリグラが38年に建設を始め、約14年間の工事の後に皇帝クラウディウスが52年に完成させた。クラウディア水道と同時に工事が進められ、水道橋の橋脚など一部の施設をクラウディア水道と共用している。この水道が完成したことにより、それまで単に「アニオ水道」と呼ばれていた水道施設（紀元前269年完成）は、「旧アニオ水道」と呼ばれるようになった。

## 概要
新アニオ水道の水源はローマから87km離れたアニオ川上流域の川である。建設当初の取水場所の水は濁度と色度が高く、沈殿池が必要であったため、後に皇帝トラヤヌスが、少し上流のスビアーコにある皇帝ネロが築造した3つのダムに水源を変更している。水量は1日あたり196,627m3で、ラティーナ街道の7ローマ・マイル地点にあった濾過池を流れ出た後は、上下2段の導水渠を載せた水道橋の上側（下側はクラウディア水道）を用いてローマ市街地に達していた。導水渠はエスクイリーノの丘にあるミネルウァ・メディカ神殿（ニンファエウム）の近くで、現在のヴィットーリオ・エマヌエーレ2世広場内にある貯水槽（Castellum Aquae）に達していた。
1世紀、急速な人口増加により飲用水だけでなく邸宅や公共施設の（観賞用施設の）修景用水も不足するようになったため、飲用水が目的のクラウディア水道とは別に、修景用水が目的の新アニオ水道が計画された。そのため、取水ポイントの水質はそれほど重視されず、ローマ水道で最も水質が良かったとされるマルキア水道や、その次に水質が良かったクラウディア水道と比べてアニオ水道の水質は（相対的に）悪かった。
ローマ水道の技術書の著者でありローマ水道長官でもあったフロンティヌスによれば、水道の全長は86.88km（58.700ローマ・マイル）で、そのうち72.96km（49.300ローマ・マイル）は地下の導水渠を、13.91km（9.400ローマ・マイル）は地上の導水渠で構成されていた。ローマより7マイルストーンの場所からは全て地上の導水管となり、0.90km（0.609ローマ・マイル）は構造物内に、9.61km（6.491ローマ・マイル）は水道橋上の導水渠を経由していた
。また、水量は189,520m3/日（4,738クイナリア）であった。

## 碑文
マッジョーレ門に刻まれた碑文の原文と日本語意訳を示す。『/』は改行を示す

### マッジョーレ門の碑文
TI. CLAUDIUS DRUSI F. CAISAR AUGUSTUS GERMANICUS PONTIF. MAXIM., / TRIBUNICIA POTESTATE XII, COS. V, IMPERATOR XXVII, PATER PATRIAE, / AQUAS CLAUDIAM EX FONTIBUS, QUI VOCABANTUR CAERULEUS ET CURTIUS A MILLIARIO XXXXV, / ITEM ANIENEM NOVAM A MILLIARIO LXII SUA IMPENSA IN URBEM PERDUCENDAS CURAVIT.
クラウディウス帝（ティベリウス・クラウディウス・ドルスス・カエサル・アウグストゥス・ゲルマニクス） 最高神祇官 / 護民官12回 執政官5回 インペラトル27回 国家の父 / 45マイル地点のカエルレウスとクルティウスと呼ばれている泉からクラウディア水道を / さらに62マイル地点より新アニオ水道を造りローマに贈った

## 導水渠の経路

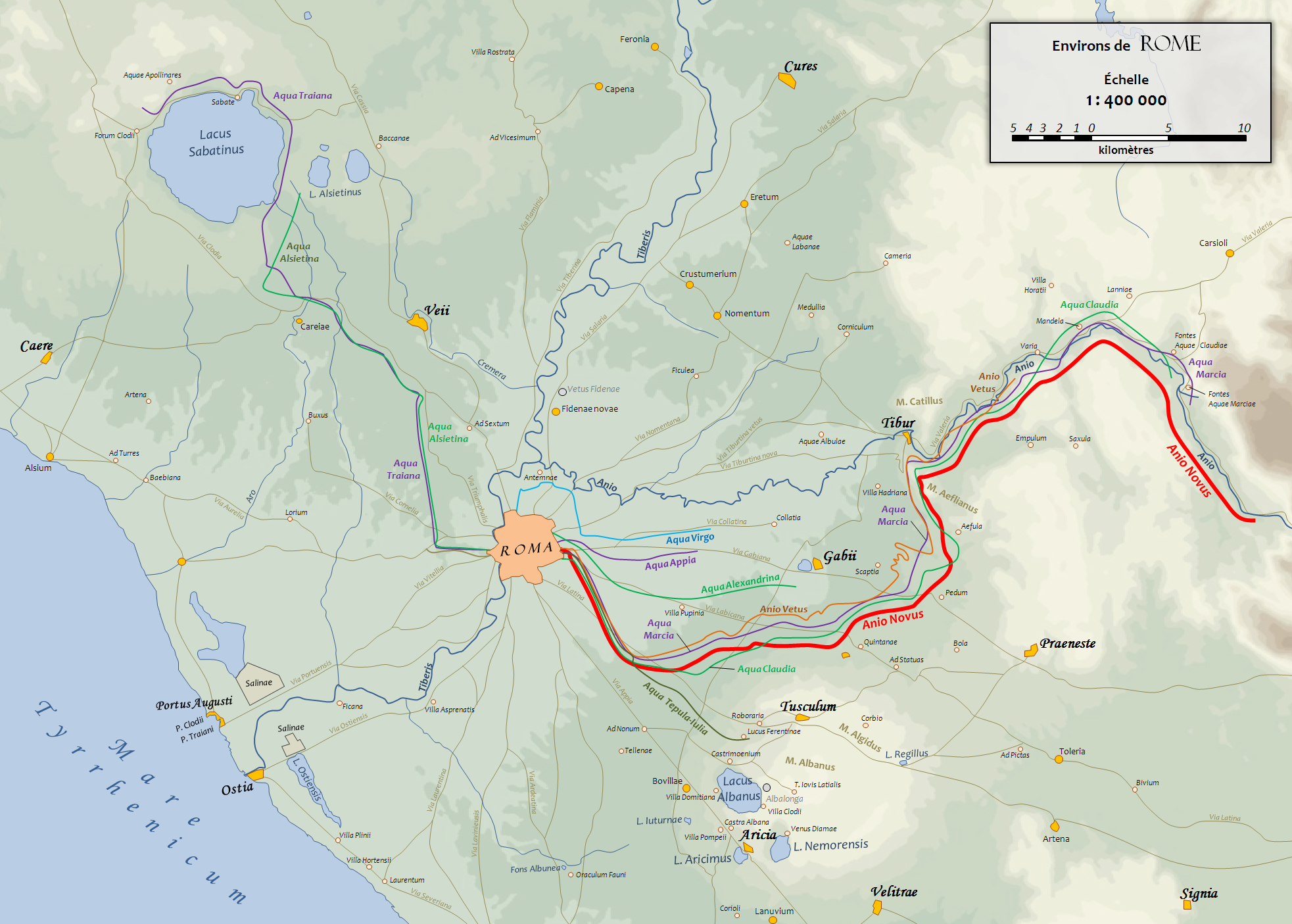
新アニオ水道の水源からの経路（赤線）

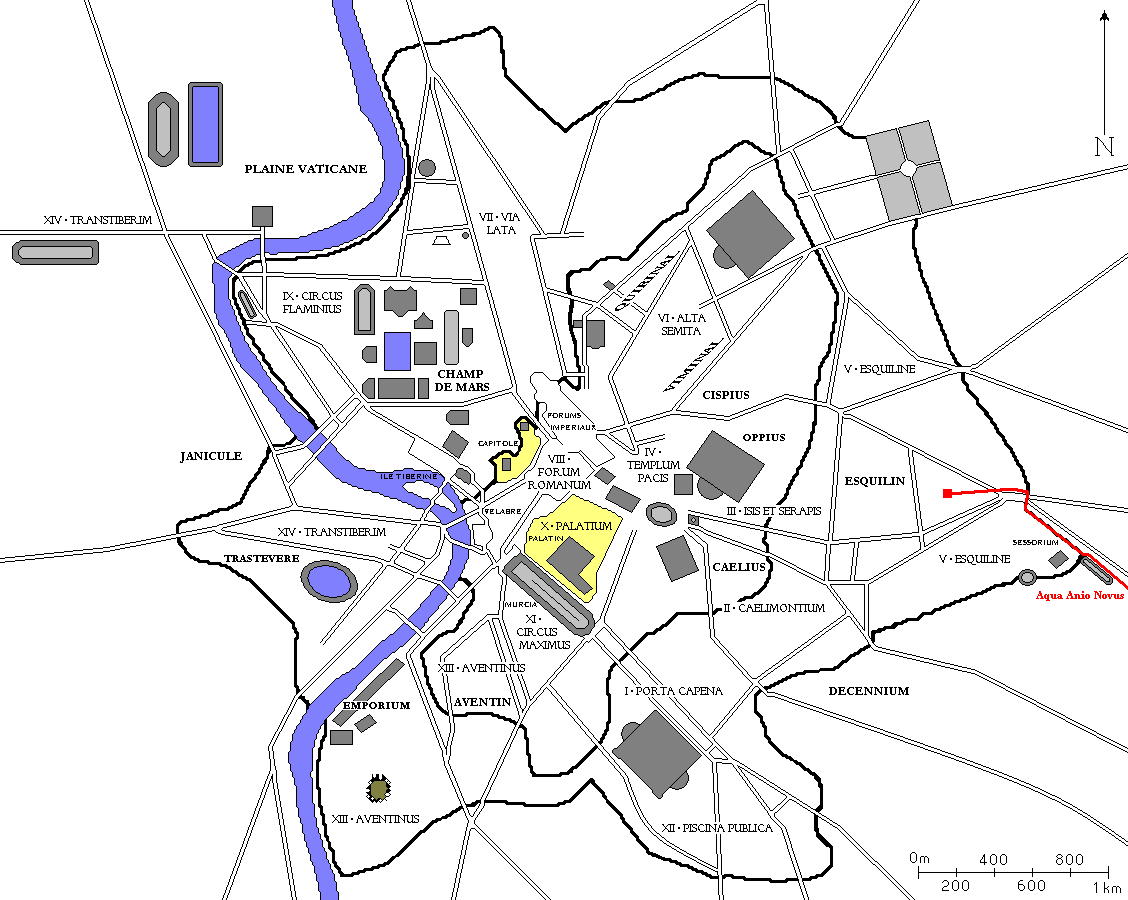
新アニオ水道のローマ市内における経路（赤線）